# Антоні Марія Альковер-і-Суреда

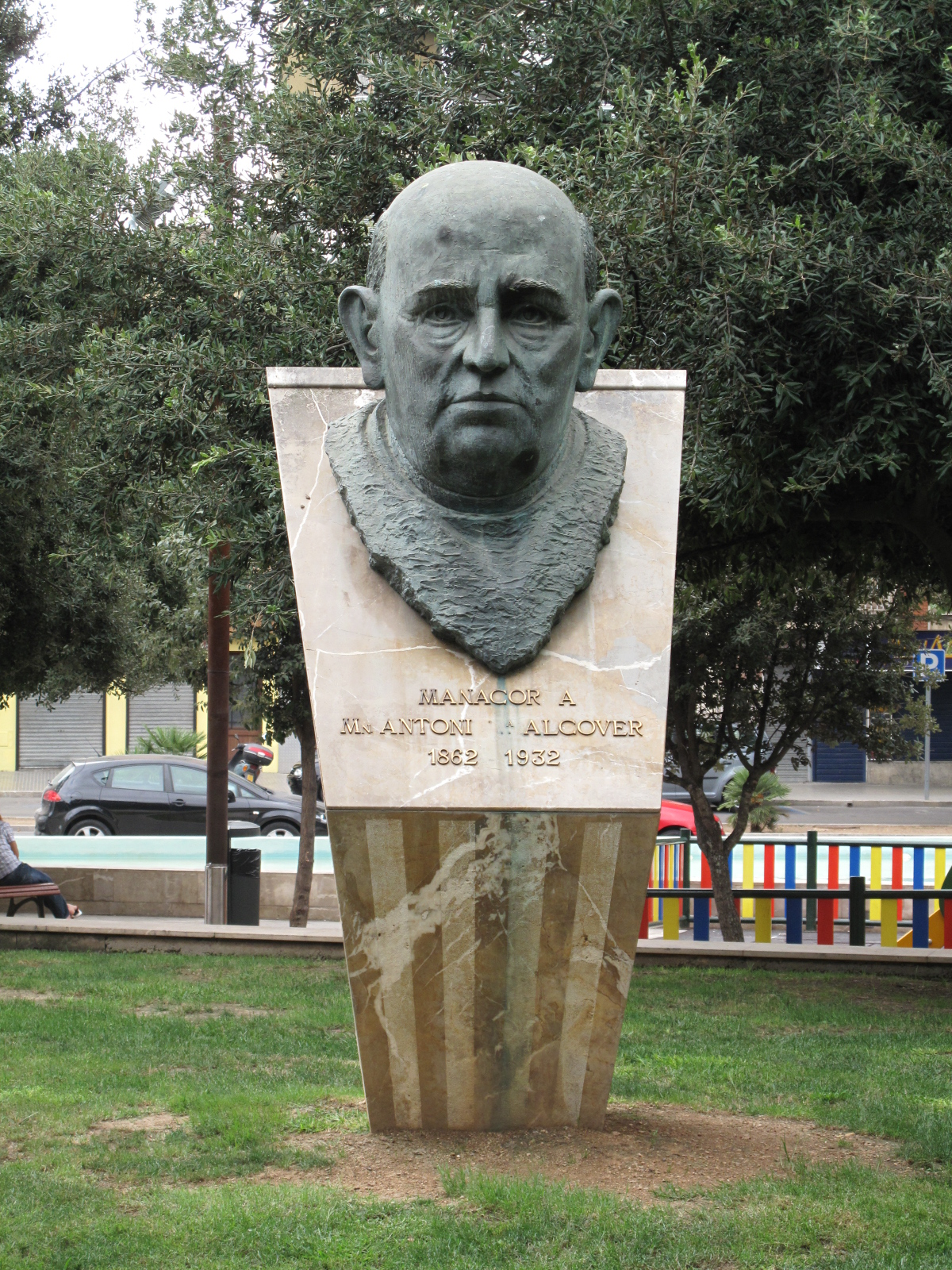
Пам'ятник у Манакорі, де народився Альковер

Антоні Марія Альковер-і-Суреда, також відомий (каталонською мовою) як кат. Mossèn Alcover (2 лютого 1862, Санта-Кірга (кат. Santa Cirga), Манакор — 8 січня 1932, Пальма) — письменник-модерніст з Мальорки, який писав з широкого кола питань, у тому числі про католицьку церкву, фольклор, лінгвістику. Він головним чином пов'язаний із зусиллями щодо відродження інтересу до каталонської мови та діалектів. Серед його робіт каталонського-валенсіяна-балеарський словник.
Альковер народився в Санта Кирг, невеликій території між Манакорі і Порто-Крісто; син робітників. У 15-річному віці він переїхав у Пальма-де-Мальорка, де продовжував навчання в семінарії. Він став швидко відомий як впертий полеміст.
Хоча його перші літературні спроби були іспанською мовою, він звернувся до каталонської мови після 1879. Починаючи з цього року, він почав зібрати байки і фольклор Мальорки, який почав публікувати в 1880 році в різних журналах під псевдонімом Jordi d'es Racó. Ця колекція складається з близько 430 народних байок, які були переведені на кілька мов.
У 1886 році він був висвячений і став парохом у Манакорі. У 1888 році він став професором церковної історії в семінарії в Пальме. У 1898 році, новий єпископ Мальорки, Пер Джоан Кампінса і Барсело, призначив його генеральним вікарієм єпархії Мальорка. Антоніо залишався на цій посаді до 1916 року. У 1905 році він також отримав посаду каноніка собору Мальорка.
У 1906 році за його ініціативи та під його головуванням було проведено перший Міжнародний конгрес каталонської мови. Він був призначений президентом філологічного відділення Інституту вивчення Каталонії, але досить швидко позбувся посади після розбіжностей з іншими членами інституту.

## Праці
Його літературна робота була зосереджена на лінгвістичних дослідженнях, історії, народних звичаях і фольклорі, різних біографіях, туристичних оповіданнях.

### Книги
- Antoni M. Alcover i Francesc de B. Moll, La flexió verbal en els dialectes catalans, 4 vols., Barcelona, Biblioteca Balmes, 1929—1933.
- Antoni M. Alcover, Aplec de rondaies mallorquines d'en Jordi d'es Racó, 24 vols., Palma, Moll, 1968—1975.
- Antoni M. Alcover, Per la llengua, ed. a cura de Josep Massot i Muntaner, Mallorca-Barcelona, Secció de Filologia Catalana de la Universitat de Palma-Publicacions de l'Abadia de Montserrat, 1983.
- Antoni M. Alcover, Dietari de l'excursió filològica (1906), edició a cura de Francesc de B. Moll, Barcelona, Departament de Cultura de la Generalitat de Catalunya, 1983.
- Diccionari català-valencià-balear: inventari lexicogràfic i etimològic de la llengua catalana en totes les seves formes literàries i dialectals, obra iniciada per Antoni Maria Alcover, redactat per Francesc de B. Moll, amb la col·laboració de Manuel Sanchis Guarner i d'Anna Moll Marquès, 10 vols., Palma, Moll, 1993.

### Дослідження
- Juli de Carsalade du Pont, Epistolari del bisbe Carsalade a Mossen Alcover, ed. a cura de Francesc de B. Moll, Mallorca, Impr. Miramar, 1964.
- Lluís Gimeno, Mossèn Alcover i les comarques centrals del territori lingüístic: correspondència epistolar amb mossèn Joaquim Garcia Girona, Barcelona, Publicacions de l'Abadia de Montserrat, 2004.
- Jaume Guiscafrè, «Una bibliografia de les edicions i les traduccions de les rondalles de mossèn Alcover», Randa 38 (1996), 151—221.
- Gabriel Janer Manila, Com una rondalla: els treballs i la vida de mossèn Alcover, Palma, Moll, 1996.
- Joan Julià i Muné, Mossèn Antoni M. Alcover i l'obra del Diccionari a la llum dels epistolaris de Barnils, Griera i Montoliu, Tarragona, Diputació Provincial de Tarragona, 1986.
- Antoni Llull Martí, Bruixat per la llengua: paraules de mossèn Antoni M. Alcover per l'enaltiment de la llengua i l'Obra del Diccionari, Mallorca, 'Sa Nostra' Caixa de Balears, 2001.
- Joan March Noguera, Mossèn Alcover i el món de la ciència: la creació del llenguatge científic català modern, Palma, Muntaner, 2001.
- Josep Massot i Muntaner, Antoni M. Alcover i la llengua catalana, Barcelona, Publicacions de l'Abadia de Montserrat, 1985.
- Francesc de B. Moll, Un home de combat: mossèn Alcover, Mallorca, Moll, 1981.
- Francesc de B. Moll, Aspectes marginals d'un home de combat, Barcelona, Curial, 1983.
- Maria Pilar Perea, «La metodologia de l'enquesta dialectal d'A. M. Alcover i de F. de B. Moll aplicada a La flexió verbal en els dialectes catalans», Zeitschrift für Katalanistik 14 (2001), 98-127.
- Maria Pilar Perea, Antoni M. Alcover, dialectòleg, gramàtic, polemista, Barcelona, Fundació Germà Colon Domènech-Publicacions de l'Abadia de Montserrat, 2005.